# Bandiera destra di nuova Barag
La bandiera destra di nuova Barag (新巴尔虎右旗S, Xīn Bā'ěrhǔ YòuqíP) è una bandiera della Mongolia Interna, regione autonoma della Cina. Essa è amministrata dalla prefettura di Hulunbuir.